# Кузовкин, Василий Александрович
Василий Александрович Кузо́вкин (08.12.1907 — ?) — советский инженер, конструктор приборов радиолокации.

## Биография
Родился в с. Купанка Московской губернии (Ногинский район Московской области).
Окончил 1-й МГУ по специальности инженер (1930).
В 1930—1935 научный сотрудник ВЭИ имени В. И. Ленина.
С 1935 по 1984 год работал в НИИ-10 (НИИ «Альтаир»): инженер (1935—1938), руководитель группы — главный конструктор разработок (1938—1951), начальник отдела (1951—1953), главный инженер (1953—1960), ведущий конструктор (1960—1984).
Главный конструктор первых РЛС для ВМФ.

## Признание
- Сталинская премия второй степени (1946)— за создание РЛС
- Сталинская премия второй степени (1950) — за работу в области военной техники
- орден Ленина
- орден Трудового Красного Знамени
- орден Октябрьской революции
- орден Красной Звезды
- Почётный радист СССР (1966).